# Trentepohlia bellipennis
Trentepohlia bellipennis är en tvåvingeart som beskrevs av Alexander 1955. Trentepohlia bellipennis ingår i släktet Trentepohlia och familjen småharkrankar. Inga underarter finns listade i Catalogue of Life.